# سايبم 10000
سايبم 10000 عبارة عن سفينة حفر نفط، منصة مزدوجة، وهي جزء من أسطول سايبم، وهي شركة تابعة لمجموعة إني. تم بناء السفينة في أحواض بناء السفن الكورية سامسونج تسمى كيونغنام، وسلمت في 2000 .
إنها سفينة حفر عالية الأداء، قادرة على حفر آبار في أعماق تصل إلى 10000 قدم (أكثر من 3000 متر). ويضمن تحديد موقع السفينة من خلال نظام محوسب متصل بنظام (GPS) الذي ينسق فحوى 6 وحدات الدفع أولشتاين التي يمكن أن تكون موجهة من 4000 كيلوواط إلى 730 دورة في الدقيقة لكل منهما. إنه مدعوم من 6 مولدات فارتسيلا 7000 كيلوواط.
تستخدم السفينة في أعمال الحفر الاستكشافية وبناء الآبار لتطوير الحقول المعروفة بالفعل. يمكن استخدامه أيضًا في الأعمال لاستكمال الآبار وفي المراحل الأولى من الإنتاج مع الاختبارات ذات الصلة، وذلك بفضل سعة تخزين النفط الخام البالغة 140,000 برميل.

## الخصائص التقنية

### أبعاد
- الطول الكلي: 228   م.
- العرض: 42   م.
- مشروع: 19   م.
- الإزاحة: 97.500   ر.

### الاحتمالات التشغيلية
- أقصى قاع البحر: أكثر من 10000 قدم
- أقصى عمق الحفر: أكثر من 30,000 قدم

### برج الحفر
- الأبعاد في القاعدة: 80 × 60 قدم
- الأبعاد في الأعلى: 60 × 20 قدم
- الارتفاع: 200 قدم
- ربط الخطاف: 2,000,000 رطل
- مزود بنظام اقتران وإزالة تلقائي قادر على المناورة من أنابيب الحفر بقطر 3 بوصات يصل قطرها إلى أنابيب التغليف بقطر 13 3/8 بوصة
- طاولة دوارة بفتحة قصوى تبلغ 60 1/2 بوصة، مدفوعة بمحرك هيدروليكي، مع حمولة قصوى تبلغ 907   ر.

### المعدات التشغيلية الأخرى
- 4 رافعات بسعة 85   ر. مع الذراع في 18.4   م.
- ونش رئيسي مع الفرامل تجديد والفرامل قرص مزدوج، التي تديرها 3 المحركات الكهربائية  لكل 1.420 حصان
- وسادة هبوط طائرات الهليكوبتر
- منشآت سكنية لطاقم مكون من 172 وحدة (الطاقم في ظل ظروف التشغيل العادية هو 160 وحدة)

## مشاريع أخرى
- Wikimedia Commons contiene immagini o altri file su Saipem 10000

## الروابط الخارجية
- "Scheda  sul sito Saipem" (بالإنجليزية). Archived from the original on 2015-09-29. Retrieved 2 maggio 2008. {{استشهاد ويب}}: تحقق من التاريخ في: |تاريخ الوصول= (help)
- "Brochure disponibile sul sito Saipem" (PDF) (بالإنجليزية). Archived from the original (PDF) on 29 giugno 2009. Retrieved 2 maggio 2008. {{استشهاد ويب}}: تحقق من التاريخ في: |تاريخ الوصول= and |تاريخ أرشيف= (help)
- "Saipem 10000 su Rigzone" (بالإنجليزية). Archived from the original on 13 aprile 2014. Retrieved 10 aprile 2014. {{استشهاد ويب}}: تحقق من التاريخ في: |تاريخ الوصول= and |تاريخ أرشيف= (help)